# ი
Ini (asomtavruli Ⴈ, nuskuri ⴈ, mkhedruli ი, mtavruli Ი) là chữ cái thứ 10 trong bảng chữ cái Gruzia.
Trong hệ thống chữ số Gruzia, ი có giá trị là 10.
ი thường đại diện cho nguyên âm không tròn môi trước đóng Lỗi Lua trong Mô_đun:IPA tại dòng 52: invalid option '%T' to 'format'., giống như cách phát âm của ⟨i⟩ trong "machine", hoặc nguyên âm không tròn môi trước gần đóng Lỗi Lua trong Mô_đun:IPA tại dòng 52: invalid option '%T' to 'format'., giống như cách phát âm của ⟨i⟩ trong "sin".

## Chữ cái
| asomtavruli | nuskuri | mkhedruli |
| ----------- | ------- | --------- |
|             |         |           |

## Mã hóa máy tính
| asomtavruli | nuskuri | mkhedruli |
| ----------- | ------- | --------- |
| U+10A8      | U+2D08  | U+10D8    |

## Chữ nổi
| mkhedruli |
| --------- |
|           |